# Raúl I de Presles
Raúl I de Presles o de Praelles (h. 1270-1331), señor de Lizy, fue un legista francés del siglo XIV, consejero del rey Felipe IV de Francia.

## Biografía
Nacido hacia el año 1270 Raúl de Presles era de baja extracción social, pues su madre fue sierva de la abadía de Saint-Denis. Liberado por el abad, inició una carrera eclesiástica.
En 1300, fue liberado por segunda vez y abandona la iglesia sin haberse ordenado. Jurista experimentado, Presles se estableció entonces en Laon y se convirtió en uno de los mejores abogados de la ciudad. Trabajó entre otros para Enguerrando IV de Coucy y obtuvo a cambio de sus servicios el importante señorío de Lizy. Su fortuna comenzó a crecer gracias a sus ingresos y a la especulación. Aunque su honradez fuera dudosa, era a comienzos de los años 1300 uno de los principales notables de Laon.
En 1303, Presles se instaló en París y entró al servicio de la reina Juana, encargándose de los asuntos del condado de Champaña. 
A la muerte de la reina, trabajó para su heredero Luis de Navarra, antes de convertirse en el abogado del rey Felipe IV de Francia. En 1310, declaró contra los templarios y tuvo un papel importante en su condena. Su intervención fue bien recompensada por el rey. Ejerció igualmente su talento en 1311 en el conflicto con el condado de Flandes haciendo que se declarase perjuro y culpable de lesa majestad a Luis de Nevers.
Igualmente se dedicó al mecenazgo, fundando en París, cerca de la plaza Maubert, un colegio para estudiantes: el colegio de Presles.
La muerte de Felipe el Hermoso en 1314 marcó la caída de Raúl de Presles. El nuevo rey Luis X, que lo había empleado cuando era rey de Navarra, lo destituyó y lo hizo encarcelar. Con Pierre de Latilly y Enguerrand de Marigny, Presles fue víctima de la reacción orquestada por el todopoderoso conde de Valois contra los consejeros del antiguo rey.
Acusado de envenenar a Felipe el Hermoso, fue torturado, pero nunca reconoció nada. En septiembre de 1315, su esposa, su hermano y sus amigos obtuvieron la gracia del rey. Fue entonces liberado, no habiéndose encontrado prueba alguna contra él. 
Raúl de Presles volvió al favor real con el siguiente rey, Felipe V el largo en 1316. Fue uno de los importantes consejeros de este príncipe, que le dio en septiembre de 1317, carta de nobleza.
Carlos IV de Francia, que reinó a partir de 1322, contó con él entre sus consejeros.
Raúl de Presles murió en 1329. dejó un hijo ilegítimo, Raúl, que se convirtió en uno de los consejeros del rey Carlos V.